# 河津台头庙
河津台头庙，位于山西省运城市河津市新耿南大街与龙岗路交叉十字口东北隅，创建于汉，明成化四年（1468年）、九年（1473年）重修。占地面积20000平方米，规模宏大，现存古建筑10座，其中元代建筑达5座。正殿五间，供奉东岳泰山，东西配殿供奉西岳华山和后土圣母。东廊有崔府判官，土地祠；西廊有龙王庙、牛王庙、以及药王、财神、保婴殿等。
1949年以后，台头庙改为粮站。2009年修缮。2013年修建台头庙文化广场。
2013年3月5日，河津台头庙公布为第七批全国重点文物保护单位，编号7-0824。